# Everyway That I Can (песма)
„Everyway That I Can” је победничка песма такмичења за Песму Евровизије 2003 . коју је на енглеском отпевао Сертаб Еренер за Турску. Песму је написао Демир Демиркан почетком 2003. године, а продуцирао и аранжирао Озан Чолакоглу, који је познат по песмама реализованих са поп дивом Тарканом. У почетку је изазвао контроверзу у Турској због своје тематике и текстова на енглеском језику и није се сматрао фаворитом за победу на такмичењу.
Песма је на крају победила на Песми Евровизије 2003. са разликом од два поена и наставила са комерцијалним успехом широм Европе, заузимајући прво место на топ листама синглова у Грчкој, Шведској и Турској, као и међу 10 најбољих у Аустрији, Белгија, Холандија, Румунија и Шпанија . И даље је рангирана као једна од најбољих песама на Евровизији свих времена.

## На Песми Евровизије 2003.

### Историјат
Пошто је претходно изабрала Еренер да представља нацију, турска телевизија ТРТ одабрала је њену песму да представља Турску на такмичењу за Песму Евровизије 2003. у Риги, Летонија. У почетку је песма „Everyway That I Can” изазвала контроверзуе у турској јавности, коју су неки сматрали претерано сексуалном, а други превише оријентисаним на поп. Критике су се јавиле и због Сертабове одлуке да песму изведе на енглеском уместо на турском.
Избором извођача и песме, сматрало се да је Турска „унапред победила“ на такмичењу 2003. године, али Сертаб није био у великој мери сматрана фаворитом уочи самог догађаја; руски представаник на такмичењу је вишен као фаворит за победу.

### Гласање
Током гласања Русија, Турска и Белгија су неколико пута промениле места на врху пре него што је Словенија на крају донела Турској победу са разликом од два поена; песма је добила максималних 12 поена из четири земље, друга по броју (после Русије).

## После Евровизије
Енер су јавност и штампа поздравили као националног хероја, а честитали су му председник Ахмет Неџдет Сезер и премијер Реџеп Тајип Ердоган. Одликована је, између осталог , Државном медаљом за заслуге. Поред тога, овај успех је слављен као корак напред у односима Турске и Европске уније.
Сингл је такође укључен у њен први енглески албум No Boundaries.